# Malvaglia
Malvaglia (in tedesco desueto Manglia, in dialetto ticinese Malvèia) è una frazione di 1 305 abitanti del comune svizzero di Serravalle, nel Canton Ticino (distretto di Blenio).

## Geografia fisica
Malvaglia ha una superficie di 80,3 km². Di questa superficie, 1,78 km², pari al 2,2%, è utilizzata per scopi agricoli, mentre 31,11 km² , pari al 38,7%, è coperta da foreste. Del resto del territorio, 1,02 km², pari all'1,3%, è edificata (edifici o strade), 1,12 km², pari all'1,4%, è costituita da fiumi o laghi e 36,74 km² (14,19 miglia quadrate), pari al 45,7%, è costituita da terreni improduttivi.
Dell'area edificata, abitazioni ed edifici costituivano lo 0,8% e le infrastrutture di trasporto lo 0,3%. Il 28,1% della superficie totale è boscosa e l'1,7% è coperto da frutteti o piccoli gruppi di alberi. Dei terreni agricoli, l'1,0% è utilizzato per la coltivazione di colture. Delle acque della frazione, lo 0,3% è costituito da laghi e l'1,1% da fiumi e torrenti. Delle aree improduttive, il 15,4% è costituito da vegetazione improduttiva e il 30,3% è troppo roccioso per la vegetazione. 
La frazione si trova nel distretto di Blenio, sulla riva sinistra del fiume Brenno

## Storia

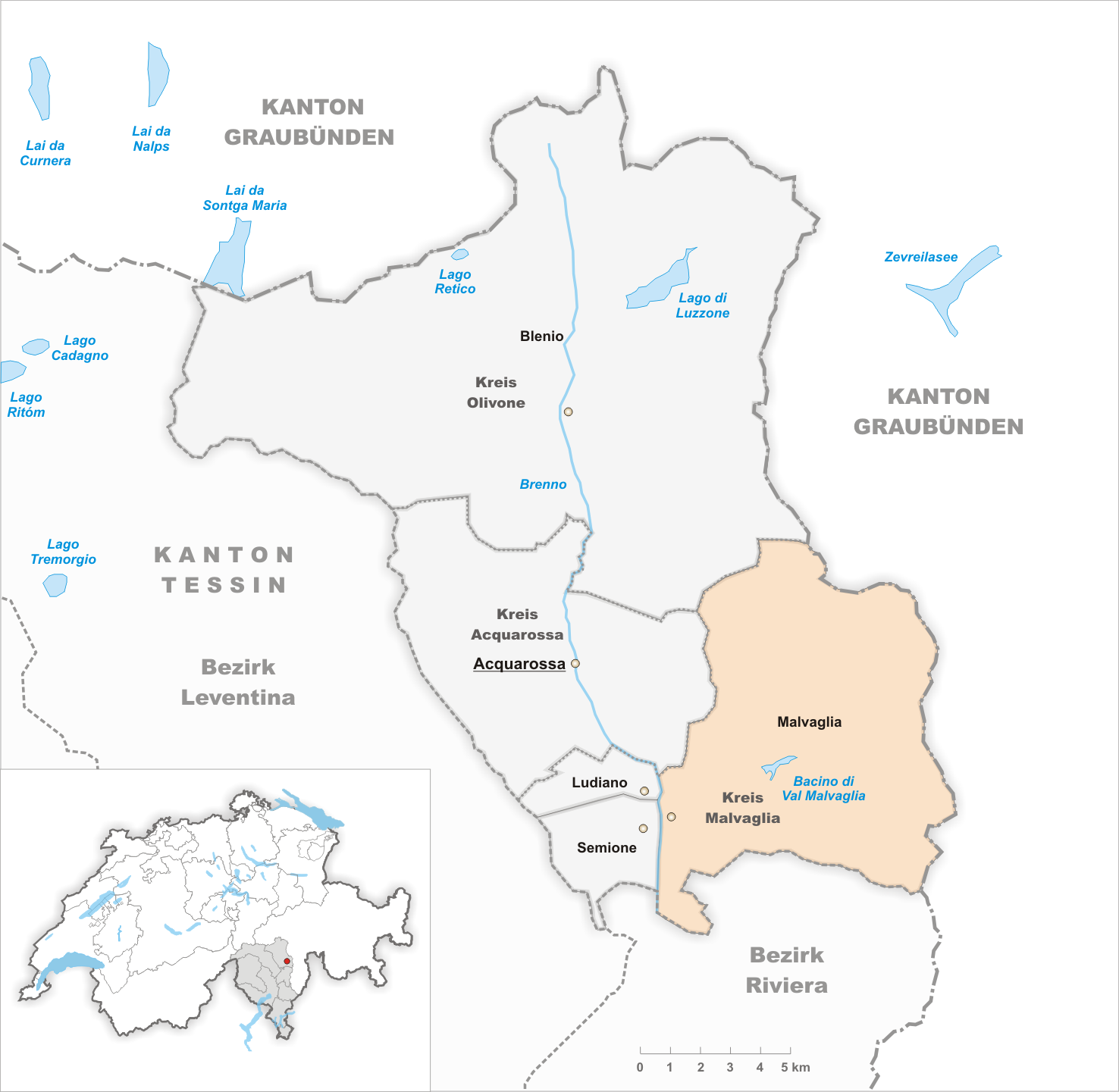
Il territorio del comune di Malvaglia prima degli accorpamenti comunali del 2012

Malvaglia viene menzionata per la prima volta nel 1205 come de Malvallia. In tedesco era conosciuta come Manglia.[ Lo sviluppo e la storia di Malvaglia sono strettamente legati allo sviluppo e alla storia della valle di Blenio. Nell'insediamento di Rongier, un'antica città sulla strada del Lucomagno, è stato trovato un tesoro monetale romano. L'insediamento ospita anche Casa Baggio. Casa Baggio fu costruita nel XVI secolo e ampliata nel XVII. Probabilmente era la sede del balivo. L'edificio è ora classificato come edificio storico. Sopra il villaggio si trovano anche i resti di Casa dei pagani, un castello rupestre risalente all'XI-XIII secolo.
Fino al 31 marzo 2012 è stato un comune autonomo che si estendeva per 80,3 km²; a seguito del referendum del 25 aprile 2010 (646 voti favorevoli e 103 contrari), il 1º aprile 2012 è stato accorpato agli altri comuni soppressi di Ludiano e Semione per formare il nuovo comune di Serravalle, del quale Malvaglia è capoluogo.

## Monumenti e luoghi d'interesse

### Architetture religiose
- Chiesa parrocchiale di San Martino di Tours, del 1602-1603 con campanile del XIII secolo[1];[3]
- Cappella dei Santi Enrico ed Apollinare, a fianco della parrocchiale, cappella che conserva affreschi risalenti al 1551;[3]
- Oratorio della Natività della Beata Vergine Maria in località Campaccio, della seconda metà del XVII secolo[senza fonte];
- Oratorio di Sant'Antonio abate in località Rongie, citato nel 1426[senza fonte];
- Oratorio di San Giacomo il Maggiore in località Madra, menzionato nel 1581[senza fonte];
- Oratorio di San Giovanni Battista in località Dandrio, documentato dal 1581[senza fonte];
- Oratorio di San Bartolomeo in località Anzano, attestato nel 1581[senza fonte];
- Oratorio di San Barnaba in località Chiavasco, del XVI secolo[senza fonte];
- Oratorio di San Vito, San Modesto e Santa Crescenza in località Dagro, menzionato nel 1642[senza fonte].

### Architetture civili
- Casa Baggio o Casa dei landfogti in località Ronge, eretta tra la fine del XVI e l'inizio del XVII secolo[1];
- Vecchio ponte sul torrente Orino detto ponte di Lavù, risalente nella sua forma attuale in pietra alla fine del XVII secolo[senza fonte].

## Società

### Evoluzione demografica
L'evoluzione demografica è riportata nella seguente tabella:
Abitanti censiti

## Infrastrutture e trasporti

La stazione di Malvaglia Rongie

Dal 1911 al 1973 il comune è stato servito dalle stazioni di Leggiuna, Malvaglia Rongie e Malvaglia Chiesa della ferrovia Biasca-Acquarossa.

## Amministrazione
Ogni famiglia originaria del luogo fa parte del cosiddetto comune patriziale e ha la responsabilità della manutenzione di ogni bene ricadente all'interno dei confini della frazione. Presidente dell'ufficio patriziale è François Valchera.